# Comorei nyelv
A comorei nyelv (saján nyelven: Shikomor, Shikomori, Shimasiwa) a Comore-szigeteken és Mayotte szigetén elterjedt niger-kongói nyelv. A nyelv sztenderd változata a Szabaki dialektuson alapul, de kevesebb arab hatással, mint a sztenderd szuahéli. Mindegyik szigeten más dialektust beszélnek, ezeket két csoportba osztják: a keleti csoporthoz tartozik a Shindzuani (Anjouan szigetén beszélik) és a Shimaore (Mayotte szigetén beszélik), míg a nyugati csoporthoz a Shimwali (Mohéli szigetén beszélnek) és a Shingazija (Njazidja szigeten beszélik) dialektus tartozik. 1992-ig a nyelvnek nem volt hivatalos írása, de történelmileg az arab írást használták. A gyarmati közigazgatásokban már a nyelv latinul írt szövegkönyvét mutatták be, amit azóta módosítottak az országban; az arab írás széles körben használatban maradt és többen tudnak arabul írni-olvasni.
Ezen a nyelven is hallható az Udziwa wa ya Masiwa ("A nagy szigetek Uniója") nevű himnusz az országban.